# シベーレス広場

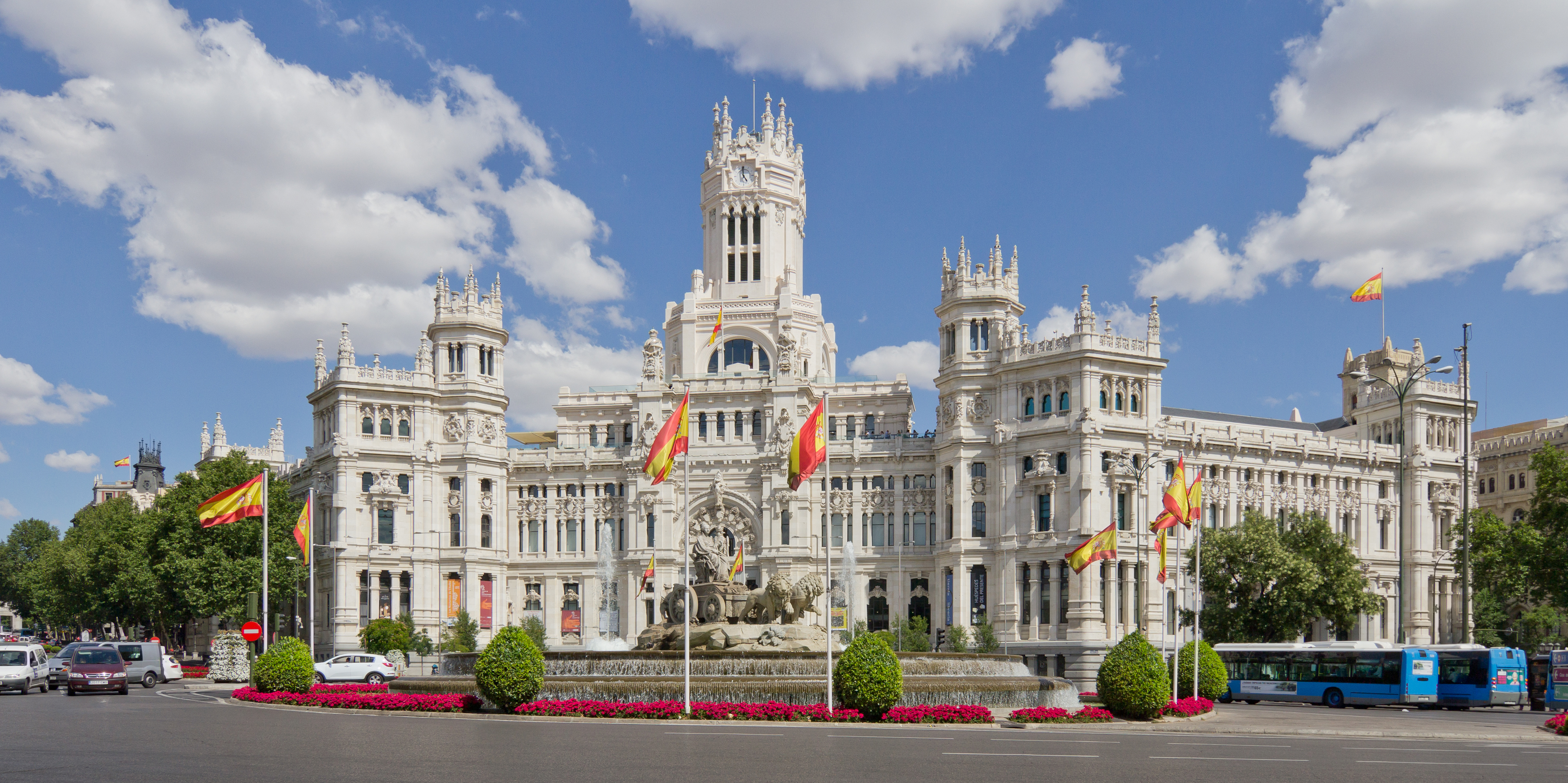
コムニカシオネス宮殿を背景にしたシベーレス広場とシベーレスの噴水

シベーレス広場 （シベーレスひろば、Plaza de Cibeles）は、スペイン、マドリード中心部にある円形の広場。広場の東西をアルカラ通りが、北はレコレートス通り、南はプラド通りが交差する。この広場はマドリードを象徴する場所の1つであり、セントロ地区、レティーロ地区、サラマンカ地区が接している。
広場の中央には、1782年につくられたベントゥーラ・ロドリゲスのシベーレスの噴水がある。広場の四方には、18世紀後期から20世紀初頭にかけ建てられた著名な建築がある。
広場の北西にあるブエナビスタ宮殿は1777年建設で最も古く、現在はスペイン陸軍司令部が置かれている。北東にはリナーレス宮殿、南東にはコムニカシオネス宮殿（旧中央郵便局。2007年よりマドリード市庁舎）、南西にはスペイン銀行本店がある。

## 由来

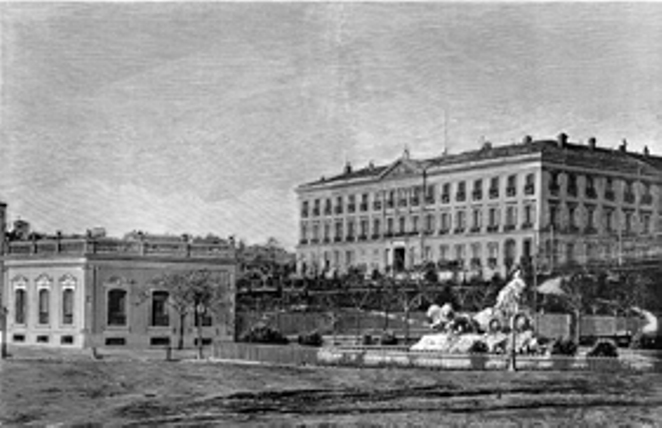
1880年のシベーレス広場

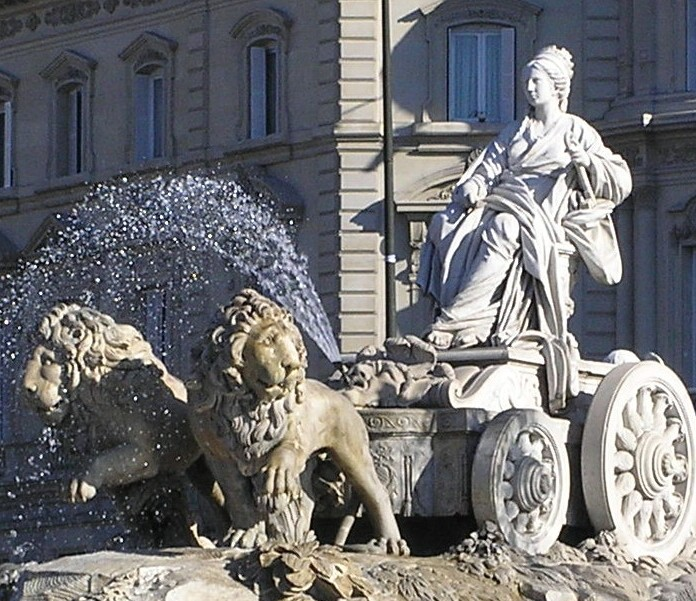
シベーレスの噴水

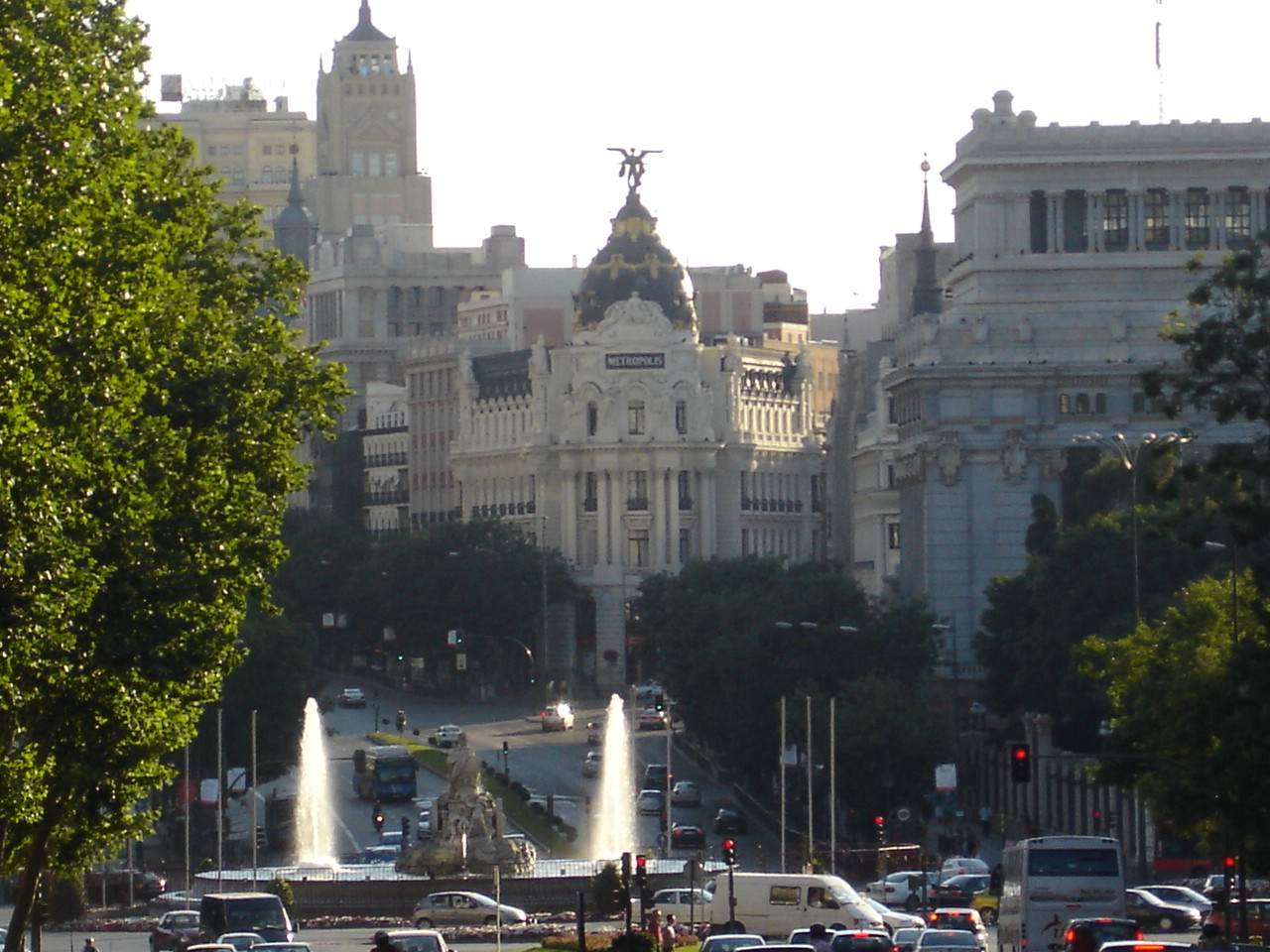
シベーレス広場とアルカラ通り

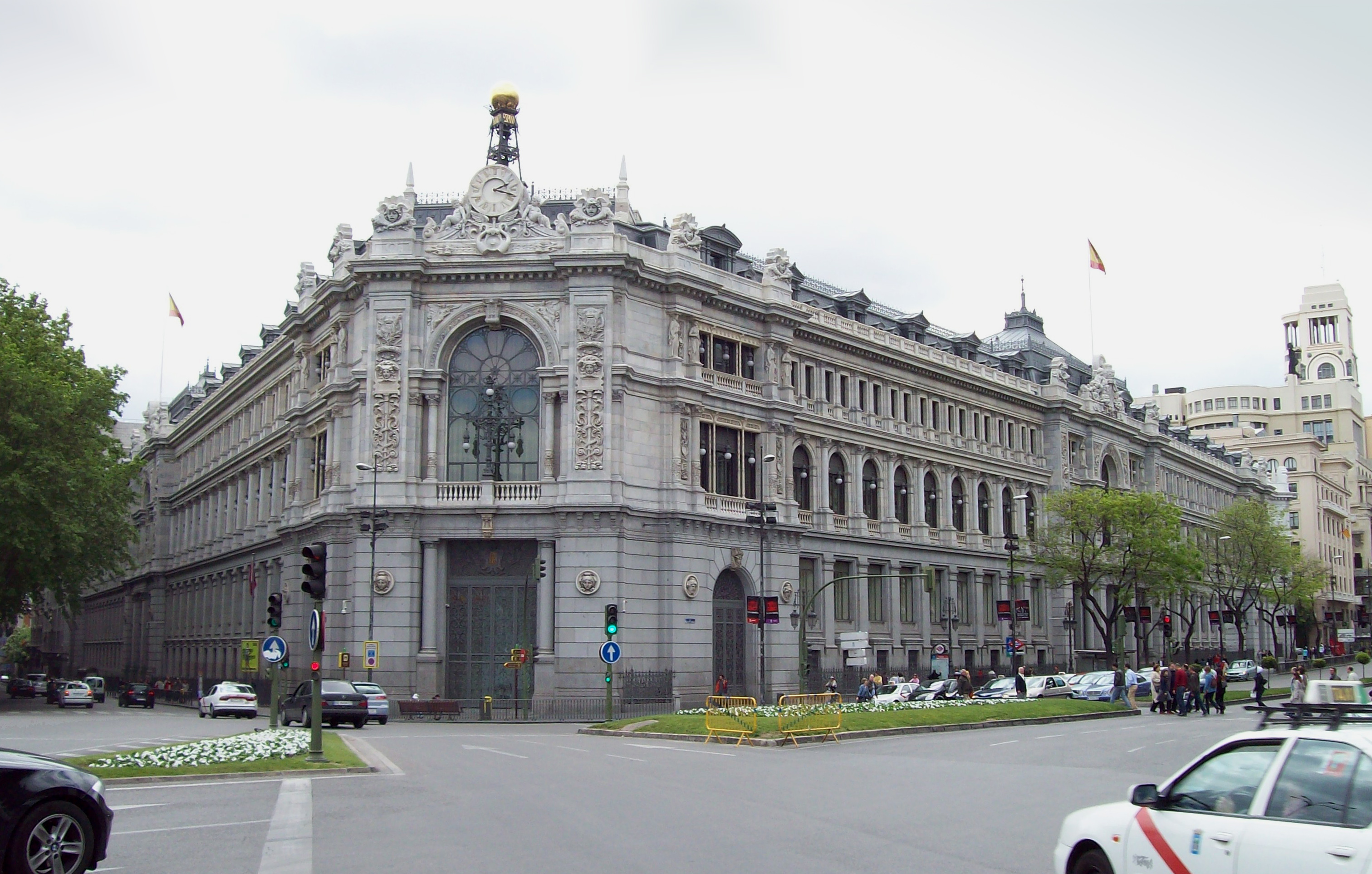
スペイン銀行本店

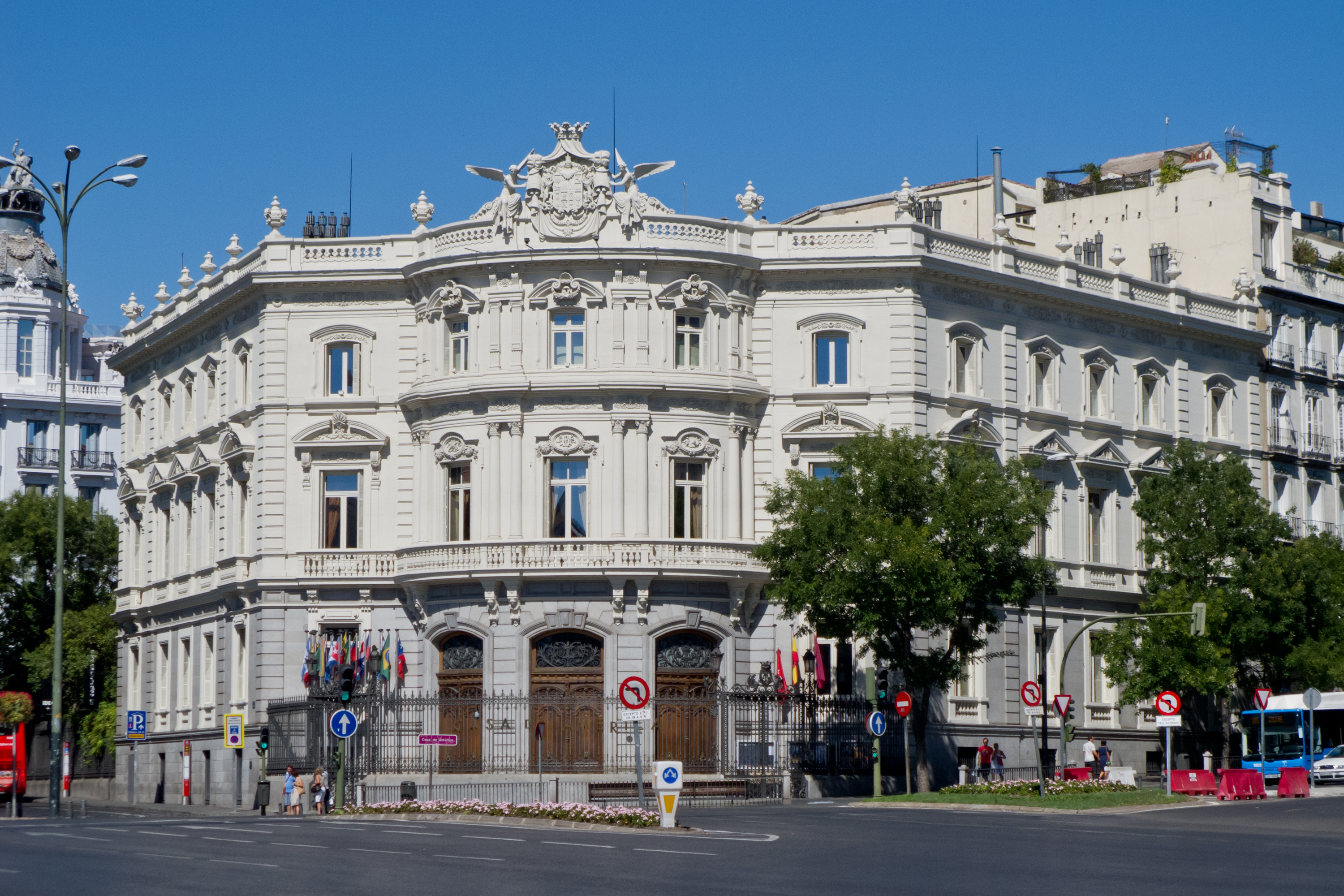
リナーレス宮殿

最初はマドリード広場と単に呼ばれていた。シベーレス広場の名は、広場中央にあるシベーレスの噴水にちなみ名づけられた。シベーレスとは、ギリシャ神話の女神キュベレのスペイン語名である。1900年にマドリード市は広場をカステラル広場と改名したが、すぐにもとの名前に戻された。

## 歴史
現在のシベーレス広場をルネサンス期に占めていたのは、マドリードの町から修道院や宮殿を隔てておくための緑地であった。この緑地は、レコレートス草原とヘロニモス草原、アトーチャ草原からなっていた。
この場所の初めての刷新は、1570年にフェリペ3世の命令で始まった。カルロス3世時代の18世紀には、新たな開発が着工した。プラド通りが、ベントゥーラ・ロドリゲスとホセ・デ・エルモシーリャの設計でつくられた。この時に、マドリード東部に、広大な庭園と装飾的な噴水が、科学文化普及のため異なる場所に並べられることになった。
この計画構想の結果、1782年にブエナビスタ宮殿の隣にシベーレスの噴水が、レコレートス通りに面してネプトゥノの噴水がつくられた。1895年、アルカラ通りが交差する場所（現在の広場の位置）に彫刻の再設置が決められた。どの通りからも合流できる交差点が噴水の周囲につくられ、広場へ入る乗り物のロータリー交通が設定された。
正式に記録の残る4年前から、スペイン銀行は業務を行っていた（まだ四方が閉ざされていた広場の南西で、ブエナビスタ宮殿と向かい合う場所）。
20世紀初頭、23年に及ぶ作業で東側の境界にリナーレス宮殿がつくられ、1917年には当時の高層ビルであるマドリード中央郵便局庁舎が完成した。マドリードの都市開発でシベーレス広場は、アルカラ通りとプラド通りという主要な通りに挟まれた市街の中枢、交通の要所となった。歴史的、社会的な事件の舞台となり、特にレアル・マドリードのファンがチームの勝利を祝ってシベーレスの噴水に集まる。

## みどころ

### シベーレスの噴水
1777年から1782年にかけ、建築家ベントゥーラ・ロドリゲスによって設計された。彫刻はフランシスコ・グティエレスによる。モンテスクラロス産の青大理石を材料に、農業と豊作をつかさどるギリシャ神話の大地母神、キュベレがライオンのひく二頭立て馬車に乗る姿を描いている。

### ブエナビスタ宮殿
1777年、アルバ公爵家の邸宅として建てられた。1802年に13代アルバ公爵夫人カイエタナが死ぬと、宰相マヌエル・デ・ゴドイのものとなるが、彼が没落すると王家の所有となった。フェルナンド7世時代からスペイン陸軍へ貸し出された。1939年に修繕が行われている。

### スペイン銀行本店
アルフォンソ12世出席の施工式から9年後に完成。20世紀中に3度の拡張工事が行われ、2006年にはラファエル・モネオ設計の拡張工事が終了した。これら全ての工事は建物原型の設計を尊重している。

### リナーレス宮殿
1877年、リナーレス侯爵マッテオ・ムルガが建築家カルロス・コルビに命じて建設が始まり、1900年に3064平方メートルの建物として完成した。侯爵の死後子孫が継承したが、スペイン内戦で荒らされ、そのまま打ち捨てられた。その後所有者は次々と変わるものの、1976年にスペイン歴史遺産（es）に登録された。1992年より、カサ・デ・アメリカ（es、スペインとイスパノアメリカ諸国との経済文化交流を提唱するスペイン外務省管轄の財団法人）がオープンした。

### コムニカシオネス宮殿
スペイン郵政省の要望で建築家アントニオ・パラシオスが設計、1917年完成。2007年までマドリード中央郵便局が置かれ、郵便、電信、通信の業務が行われていたが、改修が行われた後マドリード市の所有となった。